# Jardin de la Triple Alliance
Pour les articles homonymes, voir Triple alliance.
Le jardin de la Triple Alliance est un monument commémorant la fondation par trois cités de Mésoamérique (Tenochtitlan, Texcoco et Tlacopan) de la Triple Alliance en 1428. 
Les hauts-reliefs en bronze qui y sont exposés sont l'œuvre du sculpteur mexicain Jesús F. Contreras (es) en 1888, représentant les fondateurs de la Triple Alliance (aussi appelée l'Empire aztèque), à savoir les tlatoani régnant des trois cités respectives. Ils ont fait partie de la représentation du Mexique à l'Exposition universelle de 1889. 
Le monument compte aussi un buste commémoratif du professeur mexicain Filomeno Mata (es) (1845-1911), lequel donne son nom à la rue dans laquelle se trouvent les hauts-reliefs.

## Localisation
Le monument est situé dans la rue Filomeno Mata, à l'angle de la rue Tacuba, à l'ouest de la place de la Constitution, dans le centre historique de Mexico.

## Galerie

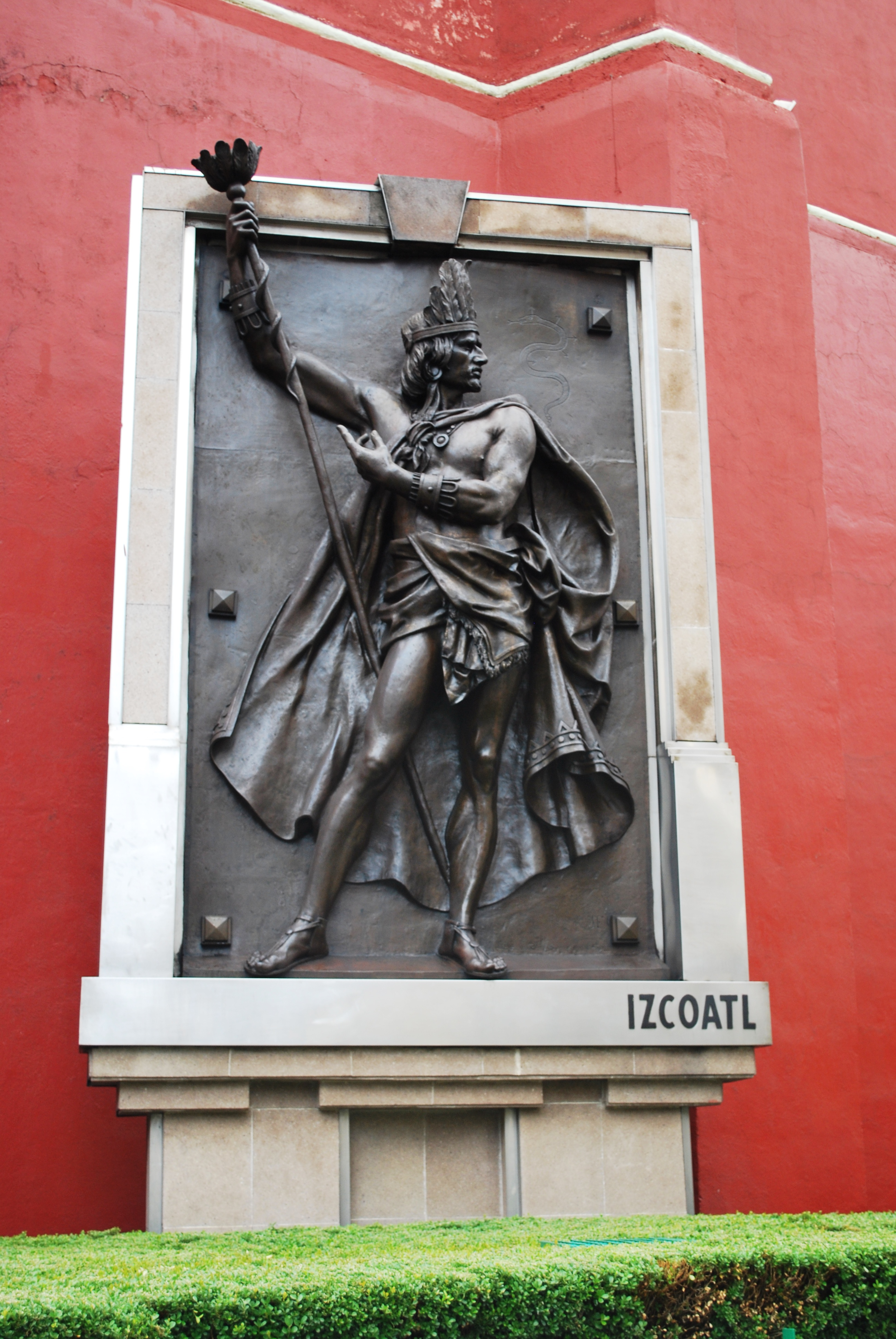
Haut-relief en bronze d'Itzcoatl, tlatoani de Mexico-Tenochtitlan.
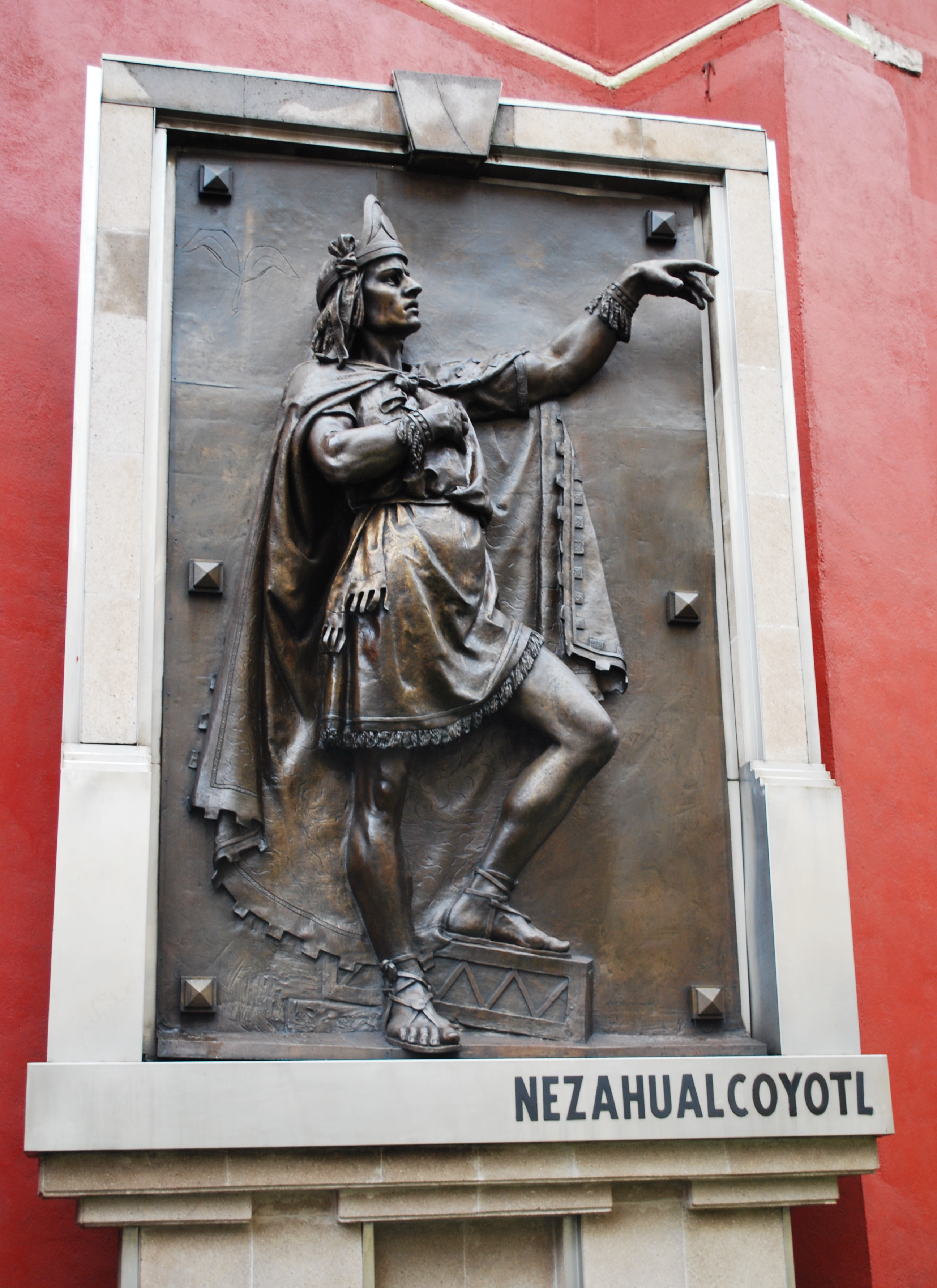
Haut-relief en bronze de Nezahualcoyotl, tlatoani de Texcoco.
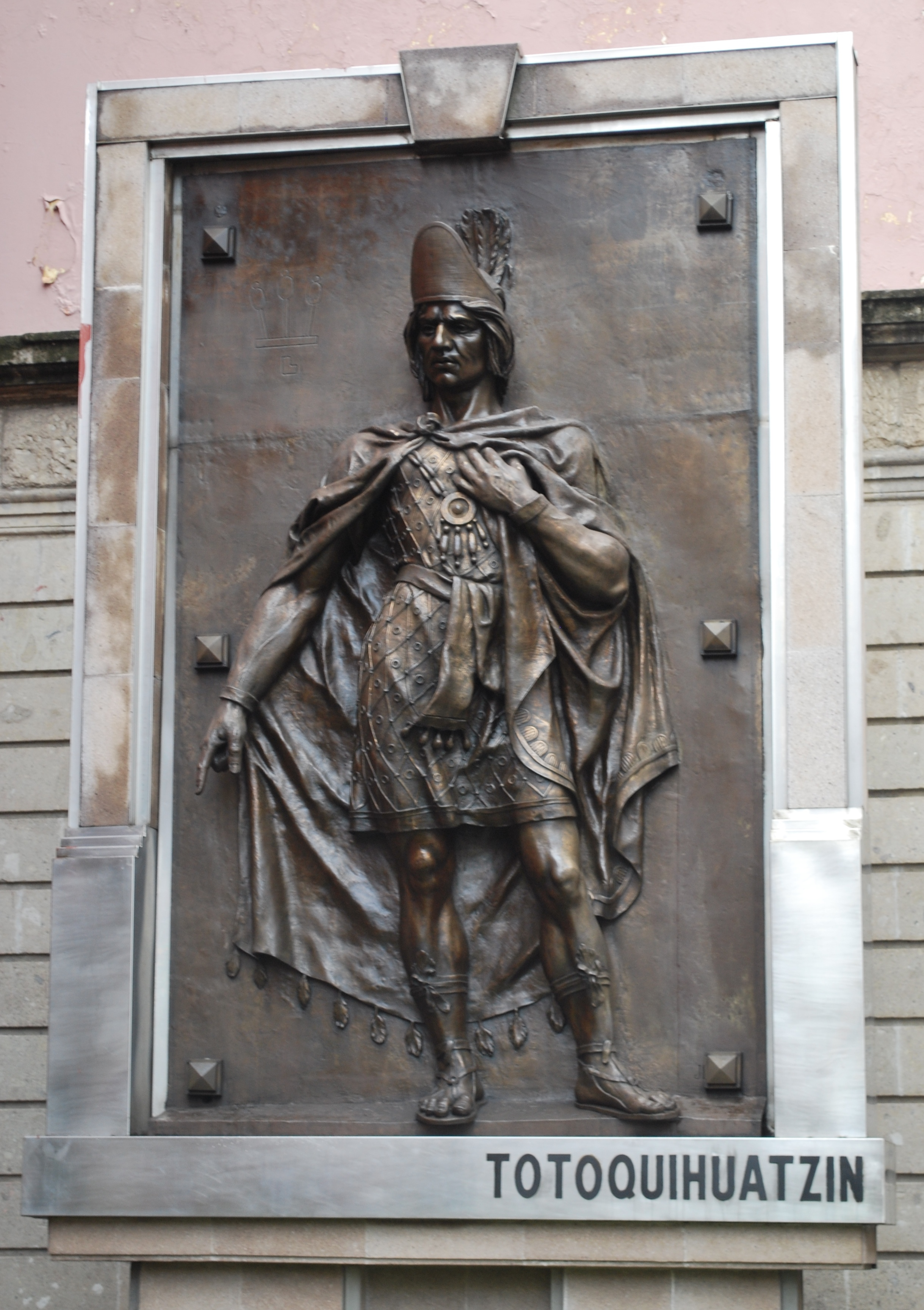
Haut-relief en bronze de Totoquihuatzin, tlatoani de Tlacopan.
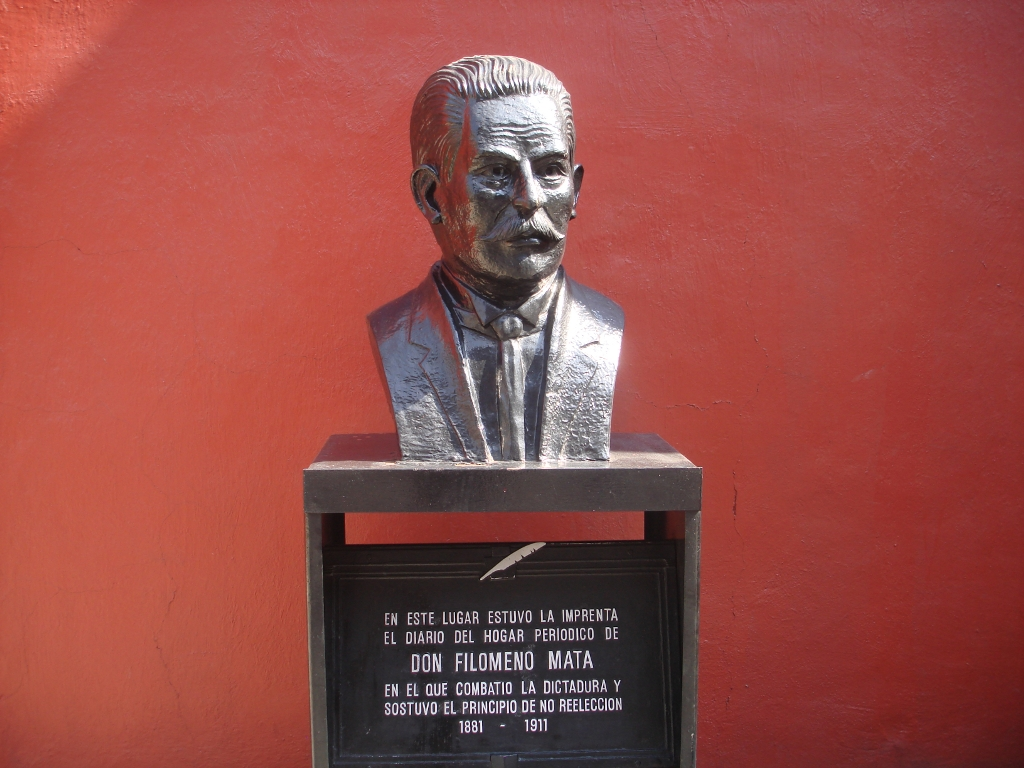
Buste du professeur mexicain Filomeno Mata.
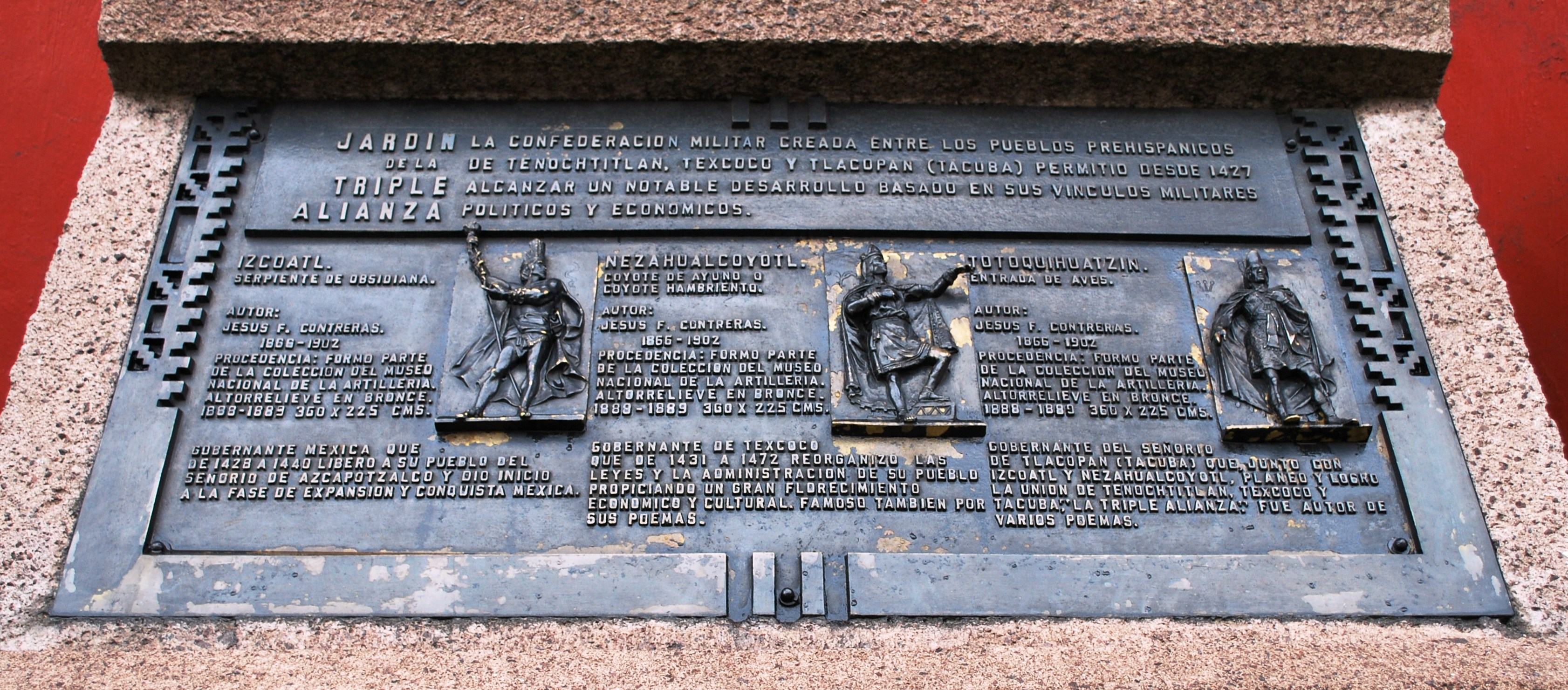
Plaque informative du monument.

## Continuité
Un quatrième relief de Contreras, celui du dernier empereur aztèque Cuauhtémoc, se trouve à l'intérieur du musée de l'Armée, du côté duquel se trouve cette place. Des répliques de ces quatre reliefs se trouvent au sommet du Monument a la Raza (en).